# Келси, Джек
Альфред Джон Келси (англ. Alfred John Kelsey; 19 ноября 1929, Лансамлет, Суонси, Уэльс — 18 марта 1992, Лондон, Англия) — валлийский футболист, вратарь.
Начал заниматься футболом в команде «Вин Вен». В сентябре 1949 года подписал контракт с лондонским «Арсеналом». Келси всю профессиональную карьеру провёл в «Арсенале». В высшем дивизионе чемпионата Англии сыграл 327 матчей. Келси является вторым вратарём по проведённым матчам в команде, после Дэвида Симена. Также он вошёл в зал славы «Арсенала», который находился на стадионе «Хайбери». Келси был одним из футбольных звёзд Великобритании в 1950-х. Вместе с командой Джек выигрывал чемпионат Англии и Суперкубок Англии.
В 1955 году сыграл за сборную Британии против команды Европы. В сборной Уэльса Келси провёл 41 матч. Выступал на чемпионате мира 1958 в Швеции. В группе Уэльс занял 2-е место уступив Швеции и обогнав Венгрию и Мексику. В четвертьфинале Уэльс уступил сборной Бразилии, где выступал Пеле. Завершил выступления из-за тяжелой травмы, полученной при столкновении с бразильцем Вава в товарищеском матче.
Его называли лунатиком, за его храбрость и прыгучесть. Во время матча он часто жевал жевательную резинку.
После завершения игровой карьеры работал в руководстве «Арсенала», оставил свой пост в 1989 году.
Келси умер 18 марта 1992 года в Лондоне, в возрасте 62-х лет.

## Достижения
- Чемпион Англии: 1952/53
- Обладатель Суперкубка Англии: 1954